# SN 1997do
SN 1997do – supernowa typu Ia odkryta 14 listopada 1997 roku w galaktyce UGC 3845. Jej maksymalna jasność wynosiła 14,56m.